# Sky-Watch

## Virksomheden
Sky-Watch A/S er et dansk firma som udvikler og producerer UAV'er (eng. unmanned aerial vehicle) også kaldet droner. Virksomheden blev grundlagt i 2009 og har hovedsæde i Støvring, Danmark.

## Produkter
Virksomheden udvikler, producerer og sælger RQ-35 Heidrun. Dronerne er kategoriseret som brugervenlige, mini-fixed wing UAV og håndbårne. UAV systemerne genererer høj-præcision data og bruges primært til live-video feed af militæret. 